# محراب بازار
محراب بازار (بالفارسية: محراب بازار) هي قرية تقع في منطقة بولان في إيران. يقدر عدد سكانها بـ 132 نسمة بحسب إحصاء 2016.